# Culex tanajcus
Culex tanajcus é um espécie de mosquito do Género Culex, pertencente à família Culicidae.